# Convenio de Albufeira

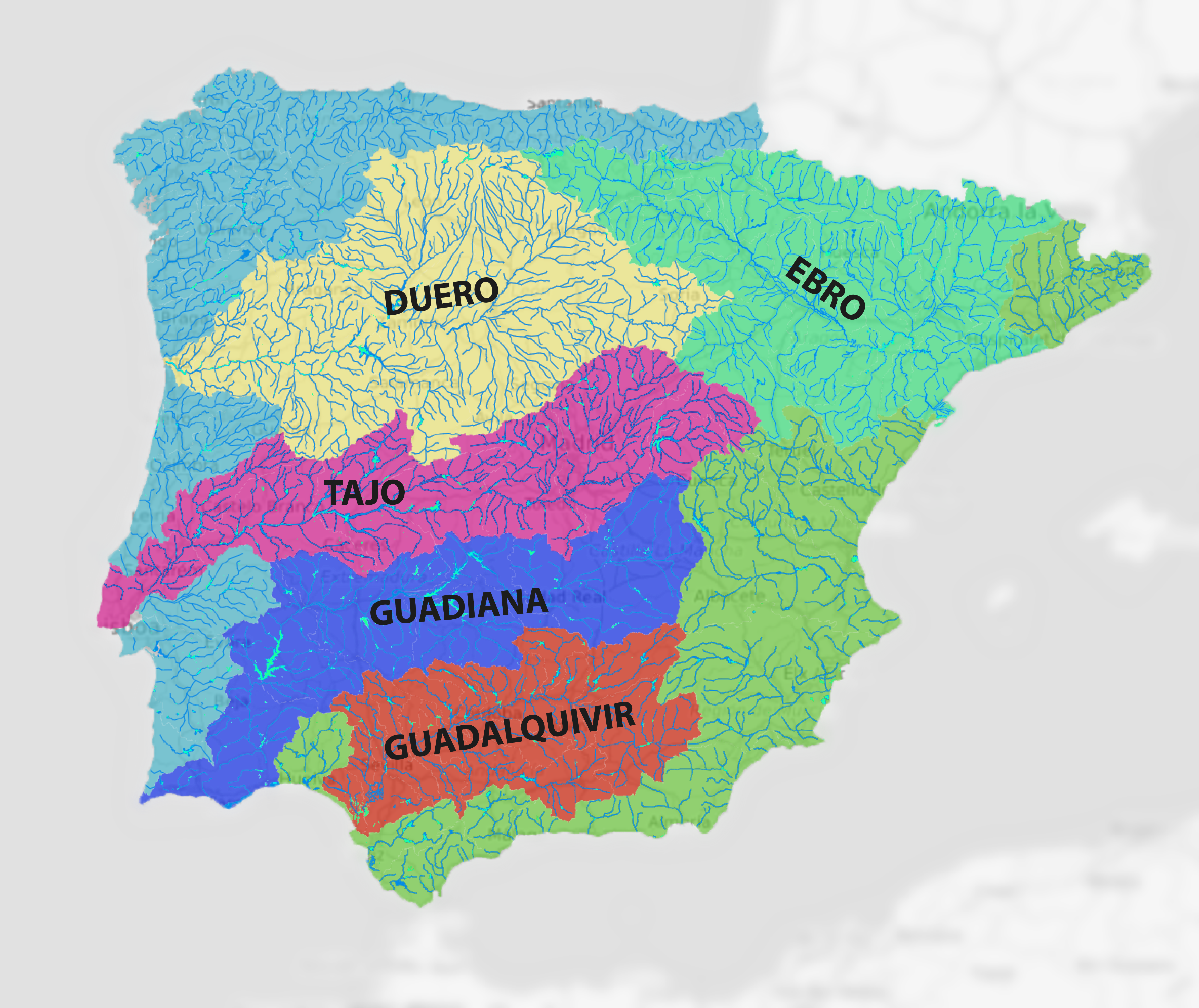
Cuencas hidrográficas ibéricas.

El Acuerdo o Convención de Albufeira (en portugués, Convenção de Albufeira) fue firmado el 30 de noviembre de 1998 por España y Portugal para la administración y uso hídrico las cinco cuencas hidrográficas que comparten, que son de norte a sur: Miño, Limia, Duero, Tajo y Guadiana. El convenio, denominado «Convenio sobre Cooperación para la Protección y el Aprovechamiento Sostenible de las Aguas de las Cuencas Hidrográficas Hispano-Portuguesas», contiene un total de 35 artículos, 2 anexos y un protocolo, y se encuentra vigente hasta la actualidad.

## Historia
El primer tratado bilateral sobre los ríos ibéricos se remonta al Convenio de Lisboa de 1864.

### Convenio de Albufeira de 1998
El Convenio de Albufeira se produce tras cinco años de negociaciones, y un año y medio después de que la Asamblea General de las Naciones Unidas aprobase la Convención sobre el derecho de los usos de los cursos de agua internacionales para fines distintos de la navegación. En ésta, se obliga a los países que comparten cuencas hidrológicas a coordinar planes conjuntos para su gestión.
La firma se dio en la ciudad portuaria de Albufeira, en el Algarve portugués, el 30 de noviembre de 1998, aunque realmente no entró en vigor hasta el 17 de enero de 2000. El Convenio de Albufeira obliga a la Administración española a garantizar aguas abajo unos 2.700 hm³ hídricos anuales, tanto superficiales como subterráneas. El Acuerdo de Albufeira abarca muchos más ámbitos que sus antecesores, el más destacable, la protección del medio ambiente.

### Conferencias de las partes
El acuerdo también determina la formación de una «Conferencia de las Partes», compuesta por los respectivos representantes y ministros de medio ambiente, la cual se ha ido reuniendo puntualmente a petición de una de las dos partes para evaluar y resolver cuestiones sobre los ríos peninsulares.
Desde 1998 se han dado tres conferencias:
- Lisboa, 27 de julio de 2005: sobre los mecanismos de cooperación en situaciones extremas como las sequías, cada vez más habituales en la península.
- Madrid, 19 de febrero de 2008: unificación del sistema hidrometeorológico; nuevos protocolos de actuación; creación de una cartografía común; iniciativa de cooperación con Iberoamérica para la transferencia de tecnología y conocimiento sobre la gestión de recursos hídricos.
- Oporto, 20 de julio de 2015: elaboración de un documento conjunto sobre los Planes Hidrológicos de las demarcaciones internacionales compartidas

En la conferencia de 2018 se estipularon los flujos trimestrales y semanales. De esta manera, el 37% del caudal se debe repartir trimestralmente, mientras que el 63% restante se puede dejar fluir a conveniencia de las empresas hidroeléctricas españolas (Endesa e Iberdrola, principalmente).

### Conflicto del Tajo de 2019

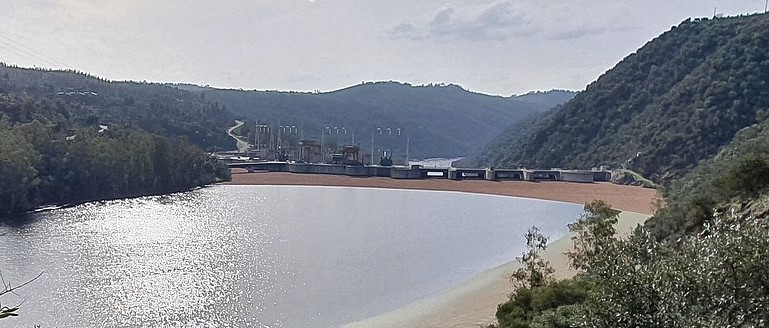
Presa de Cedillo, Cáceres

Entre los años 2018-2020, la península ibérica sufrió una sequía sin precedentes, lo que provocó que no se pudiese cubrir toda la demanda de agua. En noviembre de ese año, la situación del caudal del Tajo causó preocupación en Portugal debido a que el embalse de Cedillo se encontraba prácticamente vacío. Este embalse recorre el tramo internacional del Tajo, es propiedad de España (gestionado por Iberdrola), y es la puerta de entrada del agua a Portugal. 
Para intentar cumplir con las obligaciones del Convenio, en agosto de ese año el Gobierno español liberó grandes cantidades de agua (hasta un 40% del flujo anual), lo que provocó un caudal muy irregular que afectó negativamente a la agricultura y naturaleza de Portugal. El ministro de Medio Ambiente de este país, João Pedro Matos Fernandes, instó al Gobierno de España a que fuese más regular en los caudales que fluyen hasta tierras portuguesas. La asociación ProTejo propuso renegociar el Convenio para establecer caudales continuos y así evitar los caudales «por oleadas».
Por otro lado, la respuesta del Ministerio para la Transición Ecológica fue que España estaba realizando «un importante esfuerzo para cumplir de forma estricta con los términos establecidos por el Convenio, a la vez que se atienden las demandas internas». Según datos del Instituto Portugués del Mar y de la Atmósfera, la sequía que afectó total o parcialmente a Portugal desde noviembre de 2018, no se acabó hasta enero de 2021.